# Blanche Lincoln
Blanche Lambert Lincoln, przed ślubem Blanche Lambert (ur. 30 września 1960) – amerykańska polityk ze stanu Arkansas, która w latach 1999–2011 reprezentowała go w Senacie Stanów Zjednoczonych. Lincoln była najmłodszą kobietą (38 lat), jaką wybrano do izby wyższej Kongresu USA.

## Życiorys
Urodziła się w Helenie w hrabstwie Philips w Arkansas, jako Blanche Lambert. Ukończyła szkoły publiczne i Randolph-Macon Woman's College w Lynchburgu (Wirginia). Posiada dyplom prawnika z University of Arkansas. Jej siostra, Mary Lambert, jest reżyserką filmową.
Po zakończeniu edukacji pracowała jako asystentka kongresmena Billa Alexandra (od 1984). W roku 1992 pokonała go w prawyborach i zajęła miejsce w Izbie. Zasiadała tam w latach 1993–1997, przy czym wybierano ją ponownie w 1994. W 1996 nie ubiegała się o ponowny wybór, gdyż była w ciąży.

### W Senacie
W listopadzie 1998 powróciła do polityki, kiedy została wybrana na miejsce odchodzącego na emeryturę znanego senatora-demokraty Dale’a Bumpersa. Pokonała wtedy swego republikańskiego oponenta Faya Boozmana stosunkiem głosów 55–42%. Wybrano ją ponownie w 2004 (56–44%, jej przeciwnikiem był konserwatysta Jim Holt).
Kiedy 3 stycznia 1999 obejmowała miejsce w Senacie, była najmłodszą kobietą, jaka kiedykolwiek w nim zasiadła. Od stycznia 2003 roku, kiedy demokrata Mark Pryor objął mandat po pokonanym republikaninie Timie Hutchinsonie Lincoln jest starszą senator z Arkansas (ang. Senior Senator).
Uznawana jest powszechnie za umiarkowaną, bardziej centrową demokratkę. Opowiada się za prawem do przerywania ciąży (pro-choice). W roku 2004 senator John Kerry z Massachusetts, ówczesny kandydat demokratów na urząd prezydenta, rozważał poważnie jej kandydaturę na wiceprezydenta (obok takich polityków jak senatorowie Bob Graham z Florydy, Joe Biden z Delaware, John Edwards z Karoliny Północnej, Mary Landrieu z Luizjany, Christopher Dodd z Connecticut, czy gubernatorzy Tom Vilsack z Iowa, Ed Rendell z Pensylwanii czy Janet Napolitano z Arizony). Za Lincoln przemawiało jej pochodzenie i popularność na bardziej republikańskim południu kraju. Ostatecznie Kerry zdecydował się na start z Edwardsem.

## Rodzina
Jest żoną lekarza Steve’a Lincolna, z którym ma bliźnięta: Benneta i Reece’a. Jej ojciec, Jordan Lambert, zmarł w roku 2002. Matka pani senator nazywa się Martha Kelly Lambert.